# Shiwanni Virgae
Le Shiwanni Virgae sono una struttura geologica della superficie di Titano.